# Любовь живёт долго
«Любовь живёт долго» (англ. Love Live Long) — фильм 2008 года режиссёра Майка Фиггиса.
Премьера состоялась 19 июня 2008 года на кинофестивале в Таормине. Фильм получил отрицательные отзывы кинокритиков.

## Сюжет
Британский гонщик Даррен, выступающий на ралли Gumball 3000, встречает в Стамбуле суицидально настроенную девушку Рейчел и влюбляется в неё.

## В ролях
| Актёр         | Роль    |
| ------------- | ------- |
| Дэниел Лапейн | Даррен  |
| Софи Уинклман | Рейчел  |
| Рози Чен      | женщина |